# Vurste
Vurste is een dorp in de Belgische provincie Oost-Vlaanderen en een deelgemeente van Gavere, het was een zelfstandige gemeente tot aan de gemeentelijke herindeling van 1977. Vurste ligt op de grens van Zandig en Zandlemig Vlaanderen, aan de Schelde.

## Geschiedenis
In 1110 werd Vurste voor het eerst vermeld en wel als Vorste wat afgeleid zou zijn van Latijn: Forestum (woud). In 1284 kwamen goederen in Vurste aan de Gentse Sint-Pietersabdij. Bestuurlijk behoorde het tot het Land van aalst en wel tot de baanderij van Gavere.
Vurste was een zelfstandige gemeente tot eind 1976, op 1 januari 1977 werd het een deelgemeente van Gavere.

## Demografische ontwikkeling
- Bronnen:NIS, Opm:1831 tot en met 1970=volkstellingen; 1976 = inwoneraantal op 31 december

## Bezienswaardigheden
- De gotische Sint-Martinuskerk dateert oorspronkelijk uit de 14de-15de eeuw, werd vergroot in de 16-19de eeuw en verbouwd tussen 2000 en 2006. De kerk heeft een spitse rechthoekige toren
- Het barokkasteel, Kasteel Borgwal. Het stond er leeg en vervallen bij, maar werd in 2013 gerestaureerd. Maar binnen het immens ommuurde domein staan de nieuwe gebouwen van de Broeders van Liefde die er instaan voor de verzorging van mentaal andersvaliden.

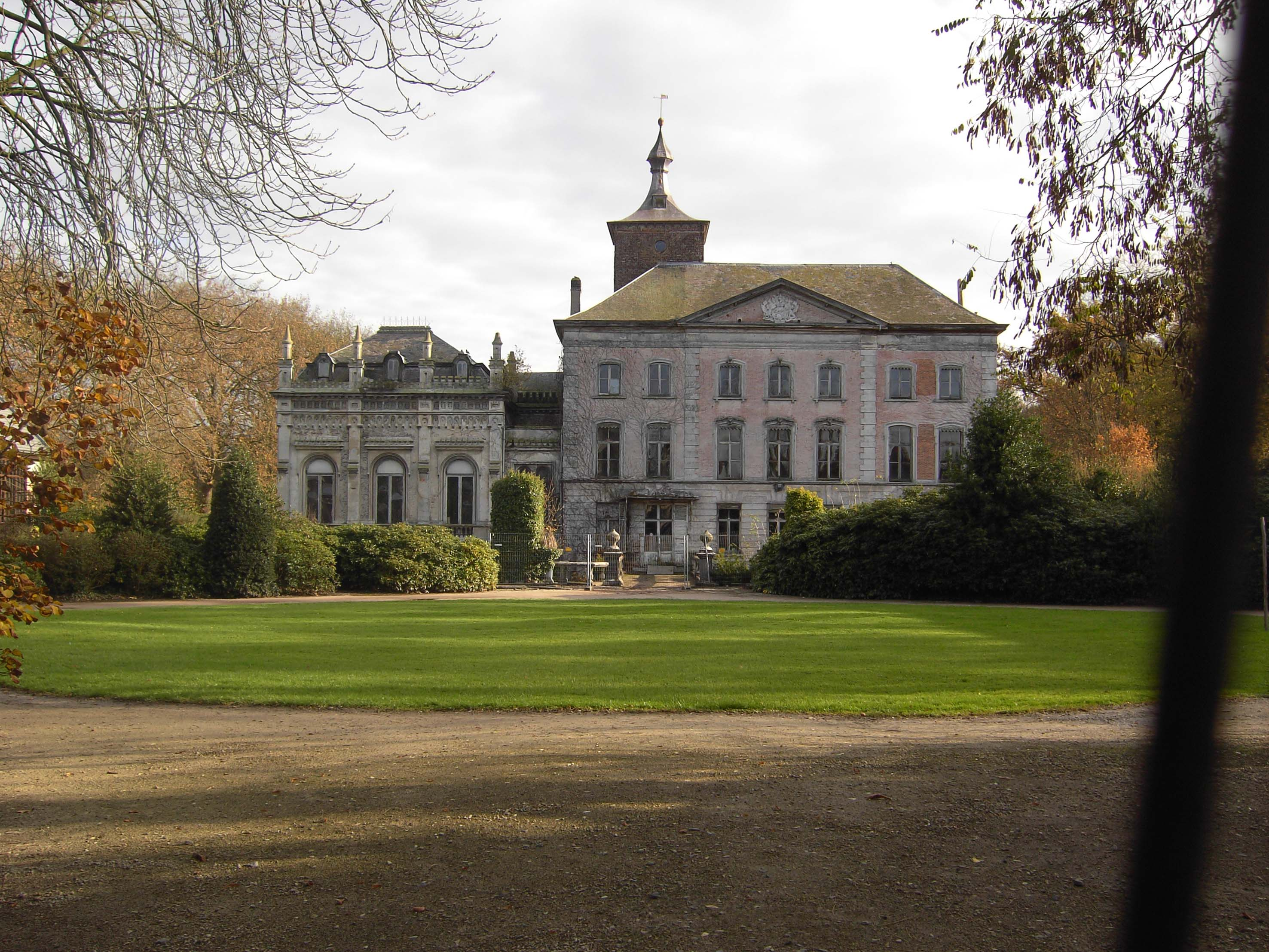
Kasteel Borgwal

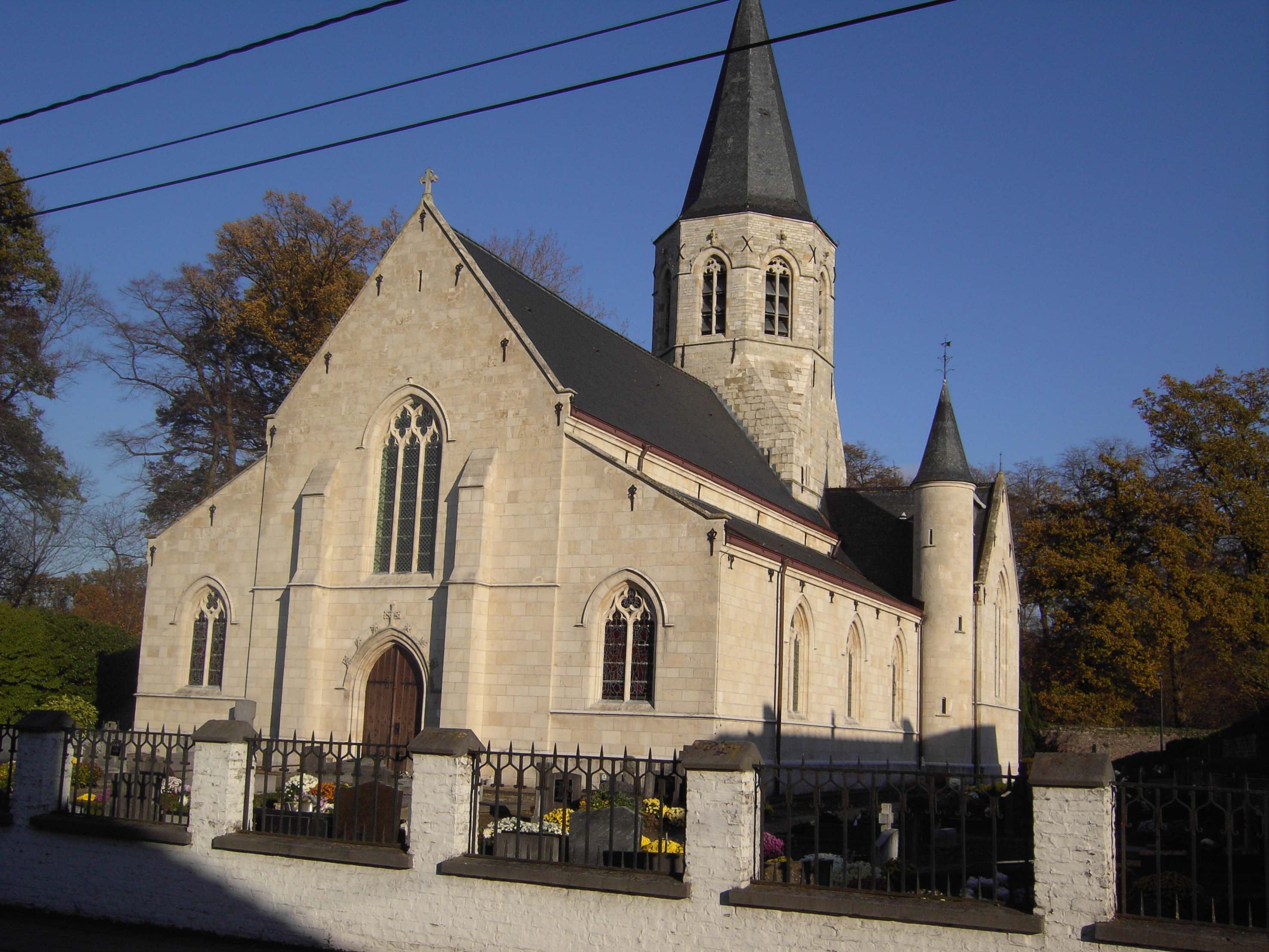
Sint-Martinuskerk

## Natuur en landschap
Vurste ligt aan de Schelde op een hoogte van 10-35 meter. Het heeft een licht golvende zandige tot zandlemige bodem. Ten noorden van de kom loopt de Molenbeek.

## Politiek
Vurste had een eigen gemeentebestuur en burgemeester tot de fusie van 1977. Burgemeesters waren:
- Charel Jooris
- Frans Amand
- C. De Smet
- P.F. De Saegher
- 1971-1976 : Emiel Laforce

## Bekende personen
- Henri De Cocker, (Vurste 1908-Gent 1978) kunstschilder
- Graaf Dorsan Goethals, vroegere bewoner kasteel Borgwal
- Daniël De Smet, (Vurste 1934 - Sint-Pauwels 2024) Priester, Superior Klein-Seminarie Sint-Niklaas (1974-1999). Achterkleinzoon van landbouwer Felix De Smet en Eulalie De Surgeloose uit Gavere.

## Nabijgelegen kernen
Semmerzake, Baaigem, Melsen